# Зеленинский
Зеле́нинский — посёлок в Рыльском районе Курской области. Входит в состав Ивановского сельсовета.

## География
Посёлок находится в 83 км западнее Курска, в 24 км восточнее районного центра — города Рыльск, в 5 км от центра сельсовета  — Ивановское.
Климат
Зеленинский, как и весь район, расположен в поясе умеренно континентального климата с тёплым летом и относительно тёплой зимой (Dfb в классификации Кёппена).

## История
В 1966 г. указом президиума ВС РСФСР поселок Зеленинского отделения подсобного хозяйства санатория «Марьино» переименован в Зеленинский.

## Население
| 2002 | 2010 |
| ---- | ---- |
| 15   | ↗18  |

## Инфраструктура
Личное подсобное хозяйство. В посёлке 10 домов.

## Транспорт
Зеленинский находится в 3 км от автодороги регионального значения 38К-017 (Курск — Льгов — Рыльск — граница с Украиной), на автодороге 38Н-354 (38К-017 — Зеленинский), в 11 км от ближайшего ж/д остановочного пункта 387 км (линия 322 км — Льгов I).
В 157 км от аэропорта имени В. Г. Шухова (недалеко от Белгорода).